# Propriá
Propriá ist eine Stadt im brasilianischen Bundesstaat Sergipe am Rio São Francisco.

## Lage
Der 3199 km lange Rio São Francisco bildet die Grenze zwischen den Bundesstaaten Alagoas und Sergipe. Die Stadt ist etwa 70 km von der Mündung des Rio São Francisco in den Atlantik entfernt. Propriá liegt an der wichtigen Fernstraße BR-101 und ist der erste Ort, den man von Norden aus Alagoas kommend erreicht. Die Entfernung zu der Hauptstadt Aracaju auf der BR-101 beträgt 98 km.
Angrenzende Gemeinden sind Neópolis, Japoatã, Malhada dos Bois, São Francisco, Cedro de São João und Telha.

## Daten
Propriá hatte zum 1. Juli 2021 geschätzt 29.756 Einwohner und ist 95,041 km² groß. Die Bevölkerungsdichte liegt damit bei 312 Einwohner/km². Die Stadt liegt 34 Meter hoch. 93,3 % der Bevölkerung sind katholisch. Die urban bebaute Fläche des Hauptortes und Sitz des Munizips betrug 2010 etwa 2 km².
Der Fußballverein América FC (SE) belegte 2023 den 8. Platz bei der Staatsmeisterschaft von Sergipe, im Jahr 2007 errang der Verein zum letzten Mal den Meistertitel.

## Geschichte

BR-101: Brücke über den Rio São Francisco

Propriàs Geschichte beginnt mit Cristóvão de Barros, dem Eroberer von Sergipe, der im Januar 1567 die Franzosen besiegte und im Januar 1590 das heutige São Cristóvão gründete. Sein Sohn Antônio Cardoso de Barros führte eine Truppe von Soldaten, die in der Gegend 1700 indigene Tupinambá tötete und 4000 gefangen nahm. Damit stand der Gründung von São Cristóvão im Januar 1590 nichts mehr im Wege. Cristóvão de Barros gab das Land zwischen den Flüssen Rio Cotinguiba und Rio São Francisco im April 1590 als Lehen (portugiesisch sesmaria) seinem Sohn Antonio Cardoso de Barros.
Am 5. September 1801 wurde die Ansiedlung Propriá formal zum Dorf (portugiesisch vila) erhoben. Die Errichtung der Vila de Propriá erfolgte mit festlicher Zeremonie am 7. Februar 1802, an diesem Tag wurde vor der Kirche Paróquia Santo Antônio ein runder Holzpranger als Zeichen der Autonomie errichtet. Die Gemeinde zählte damals 3814 Einwohner. Im August 1862 zeigten sich im Norden der Provinz Sergipe Cholerafälle, zuerst in der Villa de Propriá. Am 21. Februar 1866 stieg die Vila zur Stadt (portugiesisch cidade) auf.
Die Einwohnerzahl stieg 1940 auf 10.314 (6,2 % von Sergipe), 1950 auf 12.654 (6,2 %), 1960 auf 15.947 (5,4 %), 1970 auf 18.356 (4,4 %) und 1980 auf 18.991 (3,1 %).
Das Bistum Propriá wurde im April 1960 gegründet und ist Sitz der römisch-katholischen Diözese, die eine Fläche von 8181 km² umfasst. Zur Kathedrale wurde die Pfarrkirche Santo Antonio erhoben.
Im Dezember 1972 wurde die Brücke über den Rio São Francisco als Teil der BR-101 eingeweiht, ihre Verbreiterung wurde im Januar 2021 eröffnet.

## Söhne und Töchter der Gemeinde
- Antônio dos Santos Cabral (1884–1967), römisch-katholischer Bischof